# Monety okolicznościowe Tadżykistanu
Monety okolicznościowe Tadżykistanu emitowane są przez Narodowy Bank Tadżykistanu od listopada 2004 roku. Są one bite stemplem zwykłym i są wykonane z miedzioniklu i bimetalu. Występują w nominałach 1, 3 i 5 somoni. Monety posiadają status monet obiegowych, więc są prawnym środkiem płatniczym w Tadżykistanie. 

## Monety okolicznościowe

### 1 somoni
| Grafika | Grafika |          | Okazja                     | Parametry     | Parametry    | Parametry | Parametry     | Parametry    | Data emisji     | Mennica              |
| Awers   | Rewers  | Nominał  | Okazja                     | Średnica (mm) | Grubość (mm) | Masa (g)  | Metal         | Nakład (szt) | Data emisji     | Mennica              |
| ------- | ------- | -------- | -------------------------- | ------------- | ------------ | --------- | ------------- | ------------ | --------------- | -------------------- |
|         |         | 1 somoni | Rok cywilizacji aryjskiej  | 23,95         | 1,65         | 5,20      | miedzionikiel | 100 000      | 3 sierpnia 2006 | Mennica Petersburska |
|         |         | 1 somoni | Rok cywilizacji aryjskiej  | 23,95         | 1,65         | 5,20      | miedzionikiel | 100 000      | 3 sierpnia 2006 | Mennica Petersburska |
|         |         | 1 somoni | 800. rocznica śmierci Rumi | 23,95         | 1,65         | 5,20      | miedzionikiel | 100 000      | 9 czerwca 2007  | Mennica Petersburska |

### 3 somoni
| Grafika | Grafika | Nominał  | Okazja                | Parametry     | Parametry    | Parametry | Parametry    | Data emisji      | Mennica              |
| Awers   | Rewers  | Nominał  | Okazja                | Średnica (mm) | Grubość (mm) | Masa (g)  | Nakład (szt) | Data emisji      | Mennica              |
| ------- | ------- | -------- | --------------------- | ------------- | ------------ | --------- | ------------ | ---------------- | -------------------- |
|         |         | 3 somoni | 80. rocznica Duszanbe | 25,55         | 1,65         | 6,2       | nieznany     | 11 stycznia 2004 | Mennica Petersburska |
|         |         | 3 somoni | 2700. rocznica Kulab  | 25,55         | 1,65         | 6,2       | 100 000      | 3 sierpnia 2006  | Mennica Petersburska |

### 5 somoni
| Grafika | Grafika | Nominał  | Okazja                                 | Parametry     | Parametry    | Parametry | Parametry    | Data emisji      | Mennica              |
| Awers   | Rewers  | Nominał  | Okazja                                 | Średnica (mm) | Grubość (mm) | Masa (g)  | Nakład (szt) | Data emisji      | Mennica              |
| ------- | ------- | -------- | -------------------------------------- | ------------- | ------------ | --------- | ------------ | ---------------- | -------------------- |
|         |         | 5 somoni | 10. rocznica konstytucji Tadżykistanu  | 26,55         | 1,6          | 6,65      | nieznany     | 11 stycznia 2004 | Mennica Petersburska |
|         |         | 5 somoni | 15. rocznica niepodległości            | 26,55         | 1,6          | 6,65      | 100 000      | 3 sierpnia 2006  | Mennica Petersburska |
|         |         | 5 somoni | 1150. rocznicy Abu Abdallaha Rudakiego | 26,55         | 1,6          | 6,65      | 100 000      | 25 sierpnia 2008 | Mennica Petersburska |